# Goasafat
Goasafat è una suddivisione dell'India, classificata come census town, di 5.406 abitanti, situata nel distretto di Midnapore Est, nello stato federato del Bengala Occidentale. In base al numero di abitanti la città rientra nella classe V (da 5.000 a 9.999 persone).

## Geografia fisica
La città è situata a 22° 14' 57 N e 87° 47' 44 E.

## Società

### Evoluzione demografica
Al censimento del 2001 la popolazione di Goasafat assommava a 5.406 persone, delle quali 2.817 maschi e 2.589 femmine. I bambini di età inferiore o uguale ai sei anni assommavano a 895, dei quali 455 maschi e 440 femmine. Infine, coloro che erano in grado di saper almeno leggere e scrivere erano 3.495, dei quali 1.979 maschi e 1.516 femmine.